# Emma Awards
Emma Award ou Emma-gaala é uma premiere musical finlandesa patrocinada pela IFPI, serve para premiar os artistas musicais finlandeses do ano e é considerado a versão local do Grammy Awards. A premiação ocorre desde 1983.

## Categorias
- Solista feminina
- Solisto masculino
- Álbum Schlager
- Álbum eletrônico/urbano
- Banda revelação
- Álbum de Rock
- Álbum de metal
- Melhor venda do ano
- Especiais do Emma
- Ouro do Emma
- Artista finlandês do ano (votação popular)
- Artista estrangeiro do ano (votação popular)
- Produtor do ano
- Banda do ano
- Álbum do ano
- Álbum de estréia do ano
- Peça do ano
- Jazz do Emma
- DVD finlandês do ano
- Emma Export
- Surpresa do ano
- Emma cládisico
- Emma étnico
- E-Emma